# Vedute sul mondo reale
Vedute sul mondo reale. Gurdjieff parla agli allievi 1917-1931 (Views from the Real World) è una raccolta di trascrizioni di conversazioni, conferenze e insegnamenti di Georges Ivanovič Gurdjieff, che coprono il periodo dal 1917 al 1931. Il libro, pubblicato per la prima volta nel 1955, rappresenta una delle opere fondamentali per comprendere il pensiero e la pratica di Gurdjieff, un misterioso maestro spirituale che influenzò profondamente il panorama esoterico e filosofico del XX secolo.
La prima edizione del libro fu pubblicata nel 1955 ed è stata successivamente ripubblicata in varie lingue e edizioni. Il testo è stato tradotto in italiano, francese, spagnolo, tedesco e altre lingue. Diversi commentari e analisi del testo sono stati scritti da studiosi e discepoli di Gurdjieff nel tentativo di chiarire i concetti più difficili e di fornire una guida pratica al lettore.

## Storia editoriale

### Contesto storico e biografico
Gurdjieff, nato intorno al 1866 in Armenia, fu una figura carismatica e controversa. Dopo aver trascorso anni di ricerca in diverse tradizioni spirituali e filosofiche in tutto il mondo, fondò una propria scuola di pensiero che si sviluppò principalmente a Parigi e nelle sue residenze di ricerca in Europa, tra cui la sua famosa comunità di Fontainebleau-Avon. Durante gli anni compresi tra il 1917 e il 1931, Gurdjieff tenne una serie di conferenze e incontri con i suoi allievi, incentrati sull'educazione interiore e sulla trasformazione della coscienza.
Il periodo specificato nel titolo del libro si riferisce alla fase in cui Gurdjieff stava consolidando e sistematizzando i suoi insegnamenti, un periodo che vide anche la pubblicazione delle sue opere letterarie più importanti, come Incontri con uomini straordinari (1924) e I racconti di Belzebù a suo nipote (1950), la cui scrittura si sviluppò parallelamente agli eventi descritti nelle conversazioni raccolte in Vedute sul mondo reale.

## Struttura e contenuti
Il libro raccoglie una selezione di discorsi che Gurdjieff tenne ai suoi discepoli durante gli incontri privati o le sessioni di gruppo. La maggior parte di questi insegnamenti si concentra su argomenti come la percezione della realtà, la natura dell'uomo, la coscienza, l'equilibrio interiore e la necessità di un "lavoro" (spirituale e psicologico) che potesse portare l'individuo verso una maggiore consapevolezza. Gurdjieff esplorò il concetto che la maggior parte degli esseri umani vive in uno stato di sonno e che solo attraverso un lavoro intensivo su se stessi è possibile risvegliarsi.
Una delle caratteristiche distintive di Vedute sul mondo reale è il linguaggio diretto e, talvolta, criptico, usato da Gurdjieff. I suoi discorsi non seguono una logica razionale tradizionale, ma sono carichi di parabole, analogie e critiche alla società e alla cultura del suo tempo. Gurdjieff utilizzava anche esercizi pratici e metodi non convenzionali per stimolare una comprensione più profonda e un'esperienza diretta della realtà.

## Temi principali
- Il "lavoro su se stessi": Gurdjieff enfatizzava l'importanza di un continuo "lavoro interiore" per rompere le abitudini automatiche della mente e sviluppare una coscienza superiore. Questo lavoro richiedeva una disciplina ferrea, che spesso includeva pratiche fisiche, meditazioni e l'applicazione di un'introspezione costante.[2]
- Le leggi universali e l'ordine cosmico: Gurdjieff espone la sua visione del mondo come un sistema complesso di leggi e forze universali che governano sia l'universo che l'essere umano. Egli sostenne che l'uomo fosse incapace di comprendere appieno queste leggi a meno che non raggiungesse un livello più elevato di consapevolezza.[2]
- Il "Risveglio": Una delle principali tematiche trattate è l'idea che gli esseri umani siano intrappolati in uno stato di dormiveglia, incapaci di vedere la realtà come essa è realmente. Il risveglio, secondo Gurdjieff, è l'obiettivo finale del lavoro spirituale.[2]
- La molteplicità delle realtà: Gurdjieff suggeriva che esistono più livelli di realtà e che la nostra percezione quotidiana è solo una parte di un'illusione molto più grande. In molte delle sue conversazioni, il maestro stimolava i suoi allievi a cercare queste altre dimensioni della realtà attraverso il "lavoro" interiore.[2]
- Il ruolo del "gruppo": Gurdjieff spesso sottolineava l'importanza di lavorare in gruppo. Per lui, la dinamica di gruppo era uno degli strumenti principali per affrontare il processo di trasformazione, poiché il gruppo serviva da specchio per il singolo e come supporto per il suo percorso.[2]

## Significato e impatto
Vedute sul mondo reale ha avuto una grande influenza sullo sviluppo del pensiero gurdjieffiano e sulla diffusione dei suoi insegnamenti. Il testo ha attratto numerosi studiosi, ricercatori e praticanti del pensiero esoterico, ed è stato studiato non solo da chi cercava di approfondire il pensiero di Gurdjieff, ma anche da chi desiderava una comprensione più profonda delle tradizioni spirituali alternative del XX secolo. La sua pubblicazione ha contribuito a consolidare la figura di Gurdjieff come uno dei pensatori più importanti nel panorama spirituale e filosofico contemporaneo.
La lettura di Vedute sul mondo reale può risultare complessa per chi non ha familiarità con il linguaggio gurdjieffiano e le sue teorie. Tuttavia, rimane una testimonianza unica del suo pensiero e un'opera chiave per chiunque sia interessato alla spiritualità, alla crescita personale e alla filosofia esoterica.

## Edizioni
- (EN) George Gurdjieff, Views from the Real World: Early Talks in Moscow, Essentuki, Tiflis, Berlin, London, Paris, New York, and Chicago, as recollected by his pupils., a cura di Olga de Hartmann,, 1973.
- Vedute sul mondo reale. Gurdjieff parla agli allievi 1917-1931, traduzione di Igor Legati, 3ª ed., BEAT, 2024, ISBN 979-1255021803.